# 1447

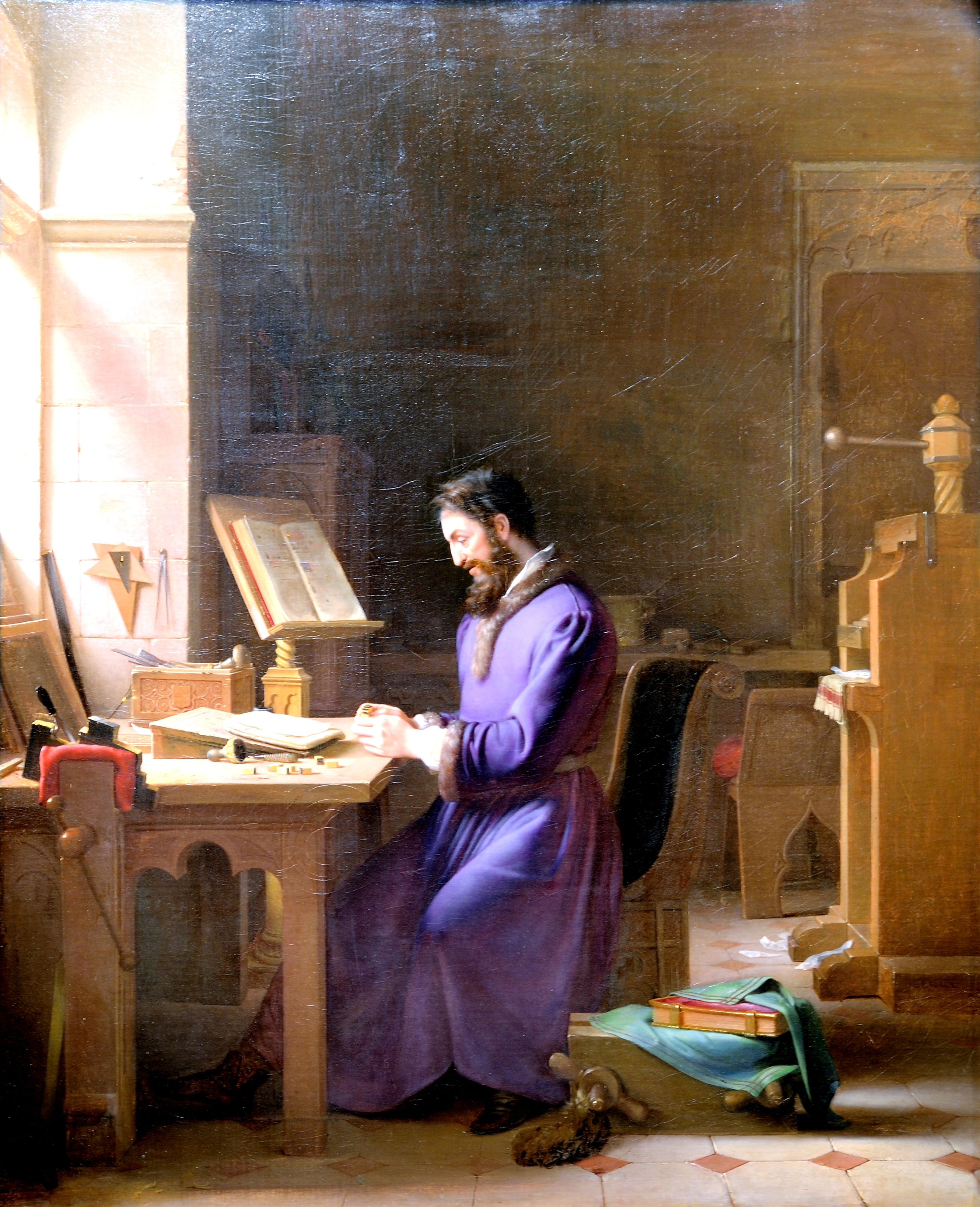
Gutenberg vindt de boekdrukkunst uit

Het jaar 1447 is het 47e jaar in de 15e eeuw volgens de christelijke jaartelling.

## Gebeurtenissen
januari
- januari - Bij zijn bezoek aan Gent stelt Filips de Goede een half-permanente belasting op het zout voor, naar het Franse voorbeeld van de gabelle.

februari
- 20 - Humphrey van Gloucester wordt gearresteerd op beschuldiging van hoogverraad.
- 22 - Nassau-Siegen wordt verdeeld. Jan IV krijgt Nassau-Dillenburg, zijn broer Hendrik II Nassau-Siegen.

mei
- 6 - Alfons V van Portugal huwt Isabella van Coimbra.

augustus
- 13 - Na het overlijden van de erfgenaamloze hertog Filippo Maria Visconti wordt Milaan een republiek, de Ambrosiaanse Republiek.

zonder datum
- Johannes Gutenberg keert terug naar Mainz en sticht een drukkerij. Traditionele datum voor de uitvinding van de boekdrukkunst met losse letters.
- Begin van de Albanees-Venetiaanse Oorlog.
- Het klooster Tashilhunpo in Shigatse wordt gebouwd.
- Oprichting van Tenshin Shoden Katori Shinto Ryu (traditionele datum).
- Johan II van Castilië huwt Isabella van Portugal.
- Johan II van Aragon huwt Johanna Enríquez.
- Henry Holland huwt Anna van York.

## Opvolging
- Beieren-Ingolstadt - Lodewijk VII opgevolgd door Hendrik XVI, hertog van Beieren-Landshut
- paus (18 maart) - Eugenius IV opgevolgd door Tommaso Parentucelli als Nicolaas V
- Naxos - Giacomo II opgevolgd door Gian Giacomo
- Polen - Casimir IV Andreas als opvolger van zijn broer Wladislaus van Varna
- Timoeriden - Shahrukh Mirza opgevolgd door zijn zoon Ulug Bey

## Afbeeldingen

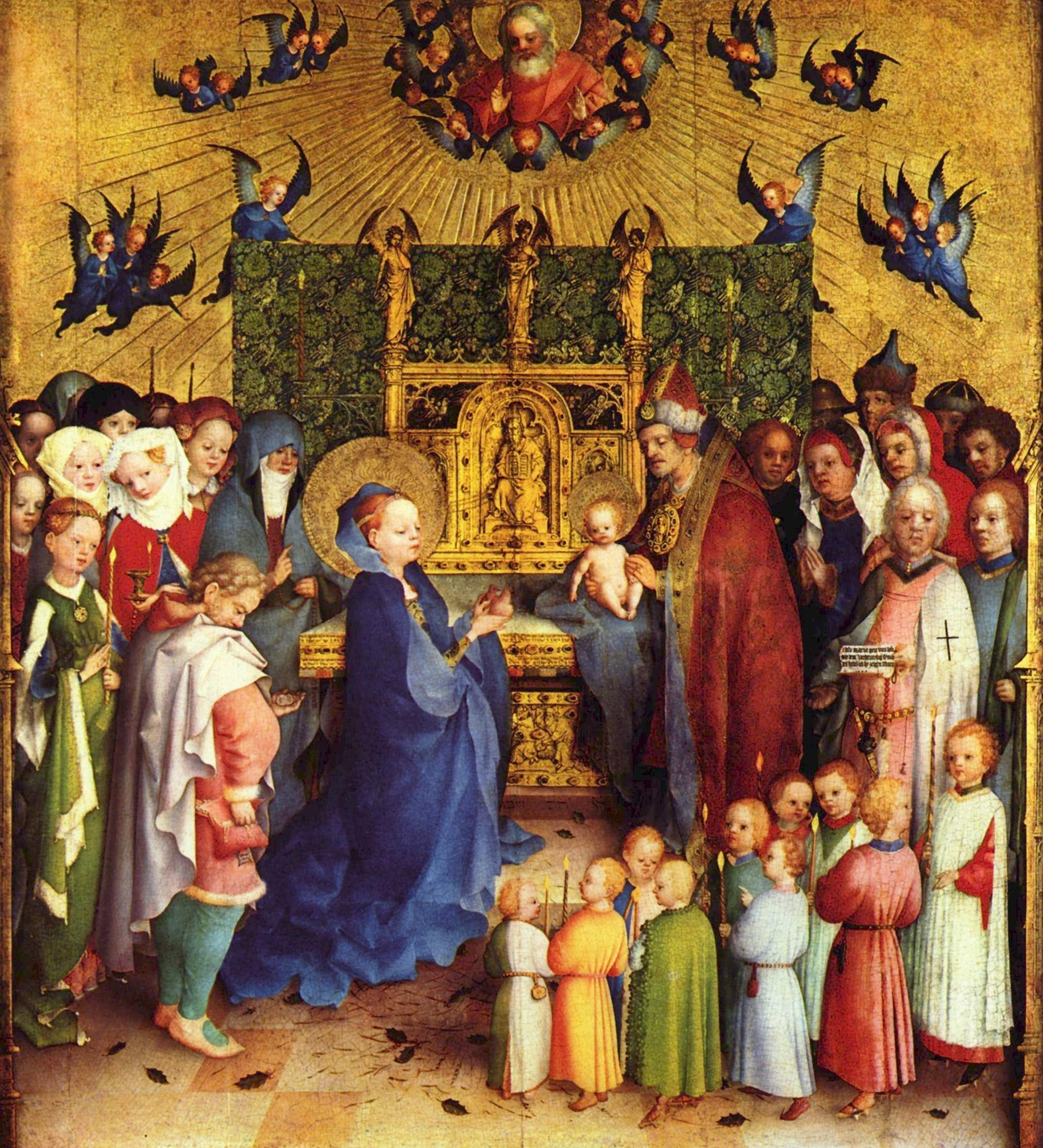
Stefan Lochner: Presentatie in de tempel
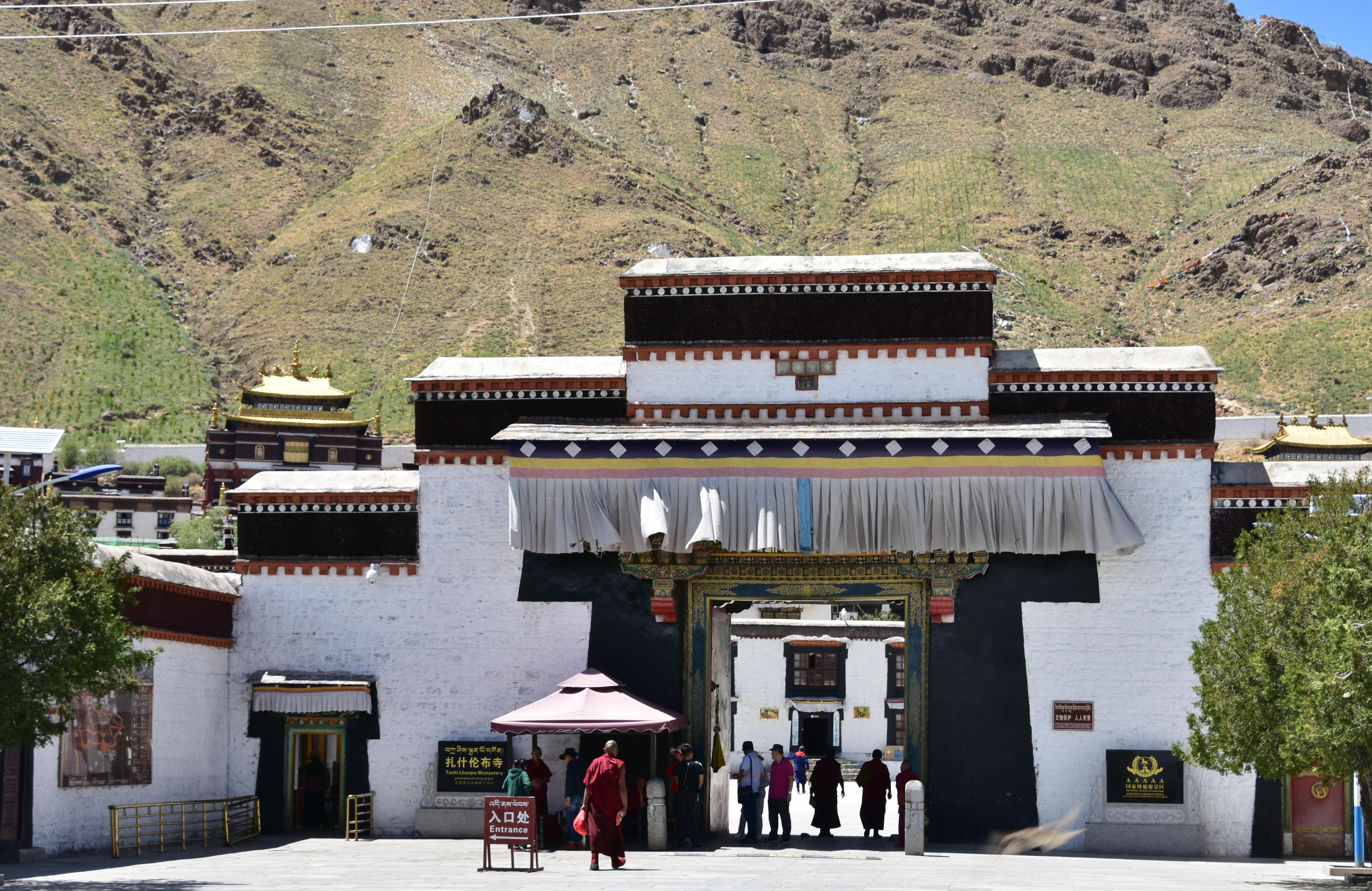
Tashilhunpo-klooster
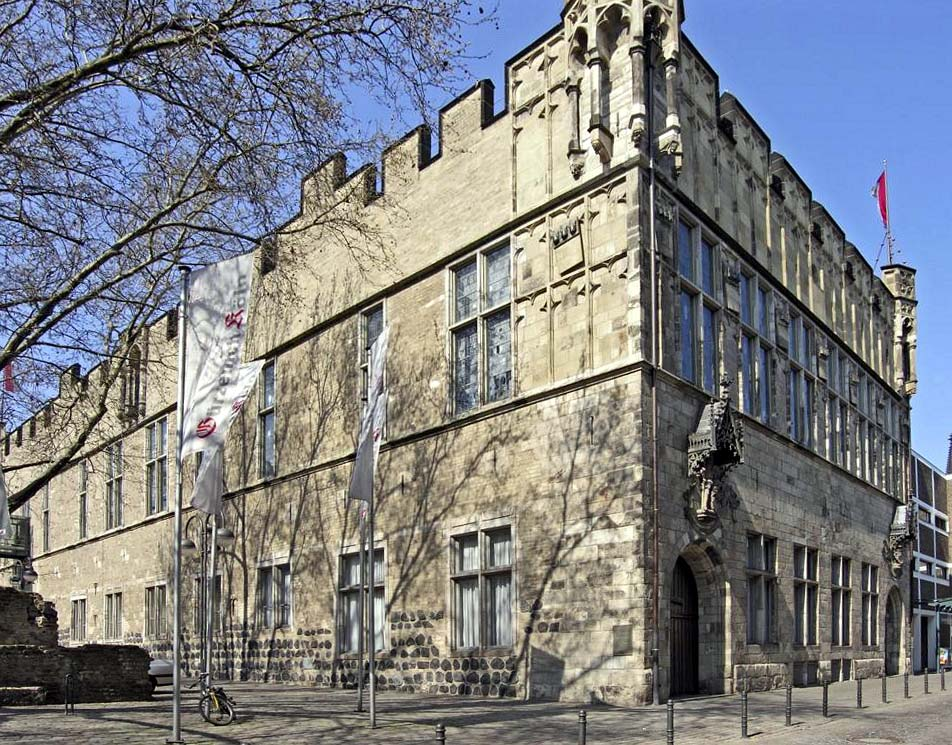
Gürzenich, Keulen (voltooid 1447)

## Geboren
- 1 februari - Everhard II, hertog van Württemberg
- 27 juni - Jan IV van Rieux, Frans edelman
- 3 december - Bayezid II, Ottomaans sultan (1481-1512)
- 9 december - Chenghua, keizer van China (1464-1487)
- Albrecht IV, hertog van Beieren
- Frans I van Longueville, Frans edelman
- Constantijn II, koning van Georgië/Kartli (1478-1505) (jaartal bij benadering)
- Jan Konarski, bisschop van Krakau (jaartal bij benadering)
- Veit Stoss, Duits kunstenaar (jaartal bij benadering)

## Overleden
- 23 februari - Eugenius IV (~63), paus (1431-1447)
- 23 februari - Humphrey van Gloucester (56), Engels edelman
- 6 maart - Coleta van Corbie (66), Frans-Vlaams kluizenares en kloosterstichtster
- 12 maart - Shahrukh Mirza (69), vorst van Khorassan (1405-1447) en Transoxanië (1408-1447)
- 11 april - Henry Beaufort (~71), Engels kardinaal
- 1 mei - Lodewijk VII van Beieren (~78), Duits edelman
- 10 juli - Pasquier de Vaux, Frans prelaat
- 5 augustus - John Holland (52), Engels edelman
- 9 augustus - Koenraad IV van Oels (~63), Silezisch edelman
- 13 augustus - Filippo Maria Visconti (54), hertog van Milaan (1412-1447)
- 28 december - Clemens VIII (~78), tegenpaus (1423-1429)
- Giacomo II (~21), hertog van Naxos
- Margaretha van Habsburg (~52), Duits edelvrouw
- Masolino da Panicale (~64), Florentijns schilder